# Juan (Antipapa)
Juan VIII o simplemente Juan, Antipapa de la Iglesia católica durante el año 844. 
Tras la muerte del papa Gregorio IV el archidiácono Juan es proclamado papa de una forma ilegítima, pero contando con el apoyo del pueblo romano, mientras que la nobleza eligió en su lugar al papa Sergio II, un romano de nacimiento noble. La oposición fue suprimida, y el papa Sergio II intervino para salvar con vida al antipapa. Juan es considerado un antipapa por la Iglesia aunque es, también, el Papa n.º 107 entre Adriano II y Marino I (872 - 882).